# Quán chúng Sơn Đông
Cyrtomium shandongense là một loài thực vật có mạch trong họ Dryopteridaceae. Loài này được J.X. Li miêu tả khoa học đầu tiên năm 1984.